# Sidérico
El Sidérico o Sideriano (del griego σίδηρος, sideros, 'hierro') es el primer período y sistema de la era y eratema Paleoproterozoico en la escala temporal geológica. Comienza hace 2500 millones de años y finaliza hace 2300 millones de años durando 200 millones de años. En lugar de estar basadas en estratigrafía, estas fechas se definen cronométricamente.

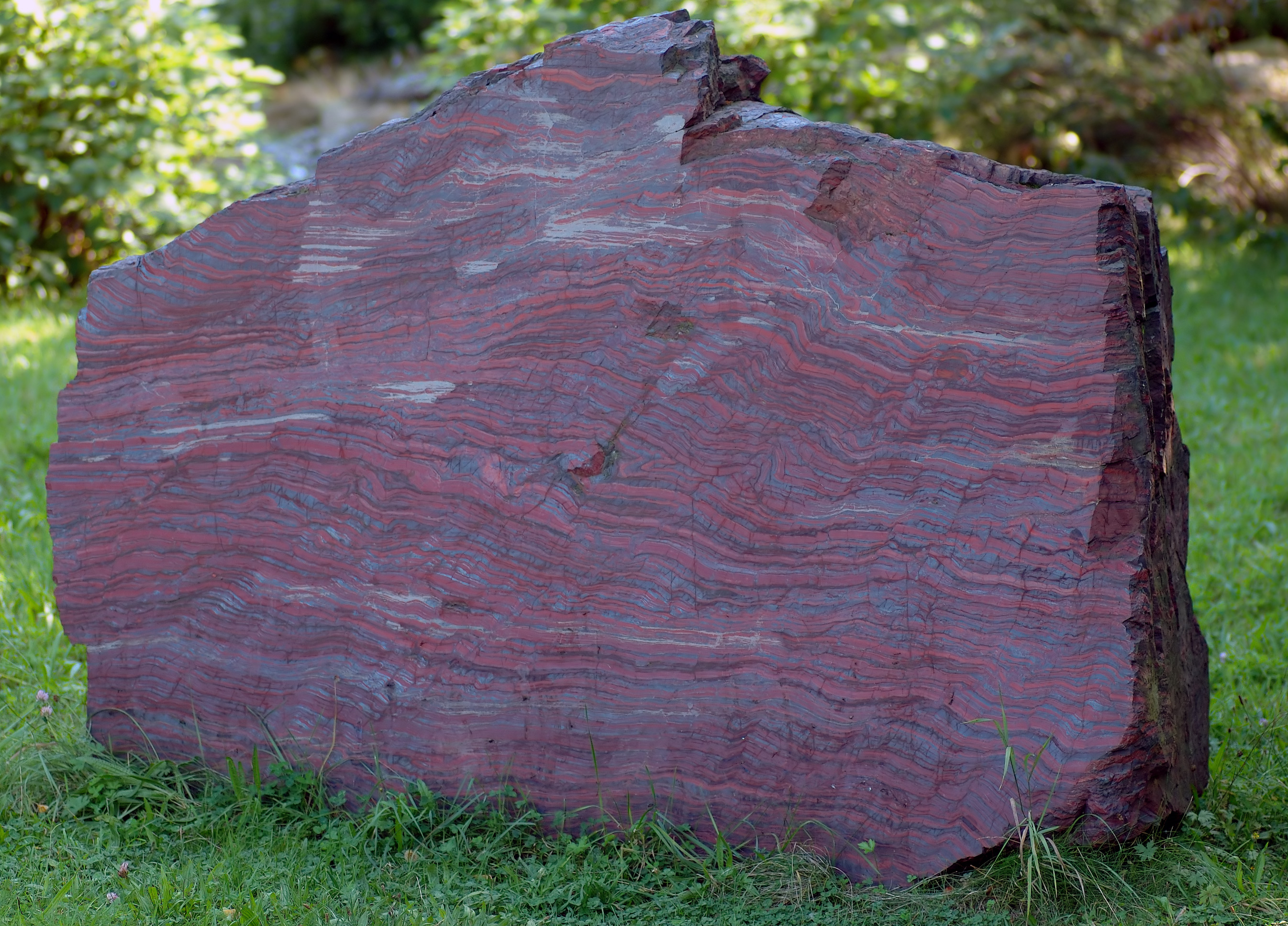
Hierro bandeado.

La abundancia de formaciones de hierro bandeado llegó a su máximo a principios de este período. Estas formaciones se formaron cuando las algas aerobias liberaron oxígeno como residuo que al combinarse con hierro formó magnetita (óxido de hierro Fe3O4). Este proceso eliminó el hierro de los océanos, presumiblemente tiñendo el mar de un color verdoso claro. Finalmente, sin un sumidero de oxígeno en los océanos, el proceso creó la actual atmósfera rica en oxígeno. Este evento se conoce como la Gran Oxidación.
La glaciación Huroniana se inició en el Sidérico hace 2400 millones de años y concluyó al final del Riásico hace 2100 millones de años. 
También durante este período los eucariotas ya habrían aparecido en la Tierra. 
| Supereón    | Eón Eonotema     | Era Eratema                | Periodo Sistema            | Inicio, en millones de años |
| ----------- | ---------------- | -------------------------- | -------------------------- | --------------------------- |
| Precámbrico | Proterozoico     | Neo- proterozoico          | Ediacárico Ediacariano     | ~635                        |
| Precámbrico | Proterozoico     | Neo- proterozoico          | Criogénico Criogeniano     | ~720                        |
| Precámbrico | Proterozoico     | Neo- proterozoico          | Tónico Toniano             | 1000                        |
| Precámbrico | Proterozoico     | Meso- proterozoico         | Esténico Steniano          | 1200                        |
| Precámbrico | Proterozoico     | Meso- proterozoico         | Ectásico Ectasiano         | 1400                        |
| Precámbrico | Proterozoico     | Meso- proterozoico         | Calímico Calymmiano        | 1600                        |
| Precámbrico | Proterozoico     | Paleo- proterozoico        | Estatérico Statheriano     | 1800                        |
| Precámbrico | Proterozoico     | Paleo- proterozoico        | Orosírico Orosiriano       | 2050                        |
| Precámbrico | Proterozoico     | Paleo- proterozoico        | Riásico Rhyaciano          | 2300                        |
| Precámbrico | Proterozoico     | Paleo- proterozoico        | Sidérico Sideriano         | 2500                        |
| Precámbrico | Arcaico Arqueano | Neoarcaico Neoarqueano     | Neoarcaico Neoarqueano     | 2800                        |
| Precámbrico | Arcaico Arqueano | Mesoarcaico Mesoarqueano   | Mesoarcaico Mesoarqueano   | 3200                        |
| Precámbrico | Arcaico Arqueano | Paleoarcaico Paleoarqueano | Paleoarcaico Paleoarqueano | 3600                        |
| Precámbrico | Arcaico Arqueano | Eoarcaico Eoarqueano       | Eoarcaico Eoarqueano       | 4031±3                      |
| Precámbrico | Hádico Hadeano   | Hádico Hadeano             | Hádico Hadeano             | 4567                        |